# Šanov (kraj zliński)
Šanov – gmina w Czechach, w powiecie Zlín, w kraju zlińskim. Według danych z dnia 1 stycznia 2012 liczyła 493 mieszkańców.
Zobacz też:
- Šanov